# 3º Jamboree mondiale dello scautismo
Il 3º Jamboree mondiale dello scautismo si tenne ad Arrowe Park, Birkenhead nel Regno Unito dal 29 luglio al 12 agosto 1929. Fu chiamato Jamboree della maggiore età perché ricorreva il 21º anniversario dell'uscita del libro Scautismo per ragazzi. Ad aprire il jamboree fu il Principe Arthur, Duca di Connaught e Strathearn, allora presidente dell'associazione scout del Regno Unito. Il campo fu diviso in 8 sottocampi. Fu il Jamboree più grande della storia.